# Tiit Vähi
Tiit Vähi (Valga, 10 gennaio 1947) è un politico estone.
Ha ricoperto per due volte (nel 1992, ad interim, e tra il 1995 e il 1997) l'incarico di Primo ministro dell'Estonia.

## Biografia
Laureato in Ingegneria all'Università Tecnologica di Tallinn, fino al 1992 ha lavorato come dirigente presso un'azienda di trasporti della sua città natale, Valga.

## La carriera politica

### Il movimento indipendentista
All'interno del movimento per l'indipendenza nazionale estone, fu tra gli organizzatori del Fronte Popolare Estone, guidando la sezione della contea di Valga.
Nel 1989 fu nominato titolare del dicastero dei Trasporti e delle Comunicazioni, incarico che ricoprì fino al gennaio del 1992. Come ministro, strinse rapporti con i suoi omologhi dei Paesi nordici e degli altri Paesi baltici; guidò il trasferimento degli aeroporti, delle ferrovie e dei porti estoni, fino a quel momento guidati da Mosca, sotto il controllo delle autorità estoni.
Nel periodo immediatamente successivo alla riconquista dell'indipendenza estone (1991) fu incaricato del governo delle regioni nordorientali del Paese, abitate in larga maggioranza dalla minoranza russa.

### Il primo governo (1992)
Nel gennaio 1992 divenne il secondo Primo ministro dell'Estonia post-sovietica, dando il via a un vasto programma di trasformazione dell'economia del Paese dal sistema pianificato e centralizzato comunista al libero mercato. Il suo governo introdusse anche la divisa nazionale estone, la corona, nel giugno 1992. Diede vita all'Agenzia estone per le privatizzazioni, che si fece carico del trasferimento ai privati delle strutture economiche fino ad allora di proprietà dello Stato.
In ossequio all'impegno assunto accettando l'incarico di primo ministro ad interim, non concorse alle elezioni parlamentari del 1992.

### Il secondo governo (1995-1997)
Dopo aver lasciato l'incarico di primo ministro, nel 1993 venne eletto presidente del Partito della Coalizione Estone (Eesti Koonderakond), un partito di centrosinistra. Alle elezioni del 1995 vinse la coalizione della quale il partito faceva parte insieme all'Unione Popolare Estone; il presidente Lennart Meri conferì quindi a Vähi l'incarico di formare il nuovo governo. Esteso anche al Partito di Centro Estone, il gabinetto entrò in carica il 15 aprile 1995.
La vita del secondo governo Vähi fu tormentata: già l'11 ottobre 1995 diversi ministri si dimisero, portando il Partito di Centro Estone a ritirarsi dalla coalizione. Il 7 novembre il primo ministro provvide a un rimpasto, includendo questa volta il Partito Riformatore Estone. La nuova coalizione, tuttavia, resse solo un anno: il 20 novembre 1996 altri sei ministri, tra i quali il titolare degli Esteri Siim Kallas, si dimisero a loro volta, sancendo la rottura tra il Partito della Coalizione ed il Partito Riformatore. Il 1º dicembre Vähi eseguì un nuovo rimpasto, assegnando dicasteri esclusivamente a esponenti del suo partito.
Il 7 febbraio 1997 il governo ottenne una risicata fiducia (46 voti a 45) in Parlamento; sottoposto a una dura pressione da parte del suo stesso partito, si dimise il 25 febbraio e fu sostituito da Mart Siimann. Il Partito della Coalizione, che aveva fondato, presieduto e portato al governo, si sciolse nel 2001.